# Аджмер-Мервара
Аджмер-Мервара — провинция Британской Индии, а впоследствии — Индийского Союза, существовавшая в 1818—1950 годах.
Когда маратхский род Шинде проиграл третью англо-маратхскую войну, Даулат Рао Шинде был вынужден передать британцам часть своих земель. Эти земли, отделённые от прочих подчинённых британцам земель индийскими княжествами, и составили отдельную провинцию Аджмер-Мервара. Провинцией управлял главный комиссар, подчинённый Раджпутансткому агентству.
После раздела Британской Индии провинция Аджмер-Мервара стала провинцией Индийского Союза. 26 января 1950 года вступила в силу Конституция Индии, в соответствии с которой провинция стала штатом категории «C», получившим название Аджмер.